# Grand Wizard Theodore

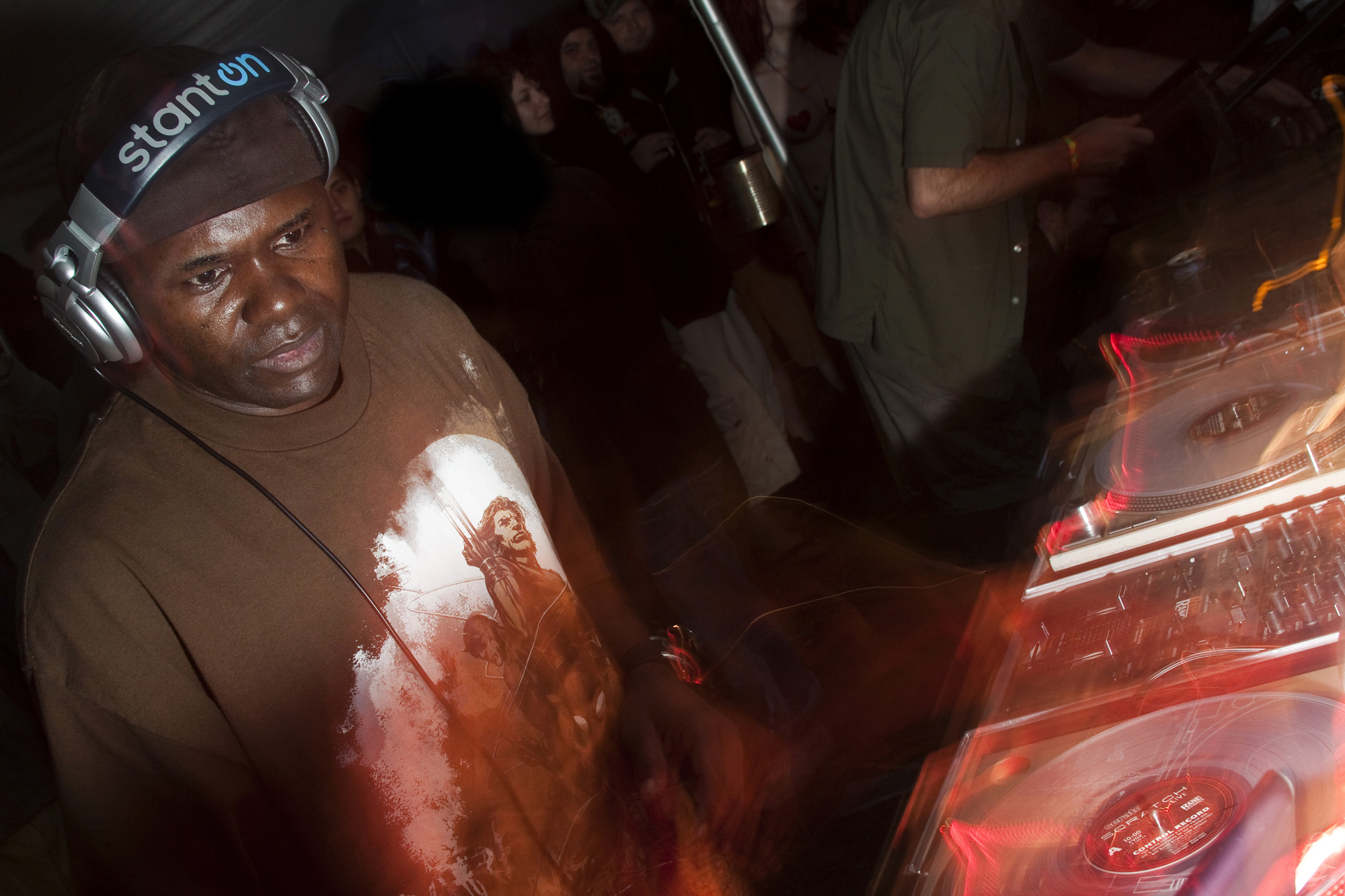
DJ Grand Wizard Theodore beim BelTek Festival in Belmont, Maine, 2009

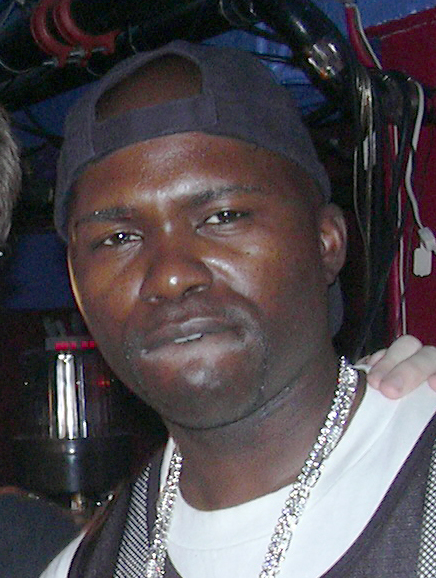
Grand Wizzard Theodore, 2004

Grand Wizard Theodore (auch geschrieben Grand Wizzard Theodore; * 5. März 1963 in der Bronx, New York City; bürgerlich Theodore Livingston) ist ein US-amerikanischer DJ, einer der Pioniere des Hip-Hop und Erfinder des Scratchings.

## Leben
Theodore kam zur Rap-Musik durch seine beiden Brüder Claudio und Mean Gene, die unter dem Namen The L-Brothers schon Mitte der 1970er Jahre in New York auftraten. Seine Brüder machten ihn bekannt mit Grandmaster Flash, der eine große Vorbildfunktion für Theodore hatte.
Die Erfindung des Scratchings fand laut eigenen Angaben Levingstons eher durch einen Zufall statt. Er lebte noch zuhause bei seiner Mutter, die sich durch seine DJ-Tätigkeit häufig gestört fühlte und ihn immer zu Ruhe ermahnte, gerade wenn er die Nadel an den Beginn eines Songs auf die Platte gelegt hatte. Während seine Mutter nun mit ihm schimpfte, bewegte er die Platte immer wieder zurück zum Anfang:
I used to come home from school everyday and play records. This one particular day, my mother banged on the door yelling at me because the music was too loud. When she walked in, I still had my hand on the record that was playing and I kind of moved it back and forth. When she left, I was like 'Yo! That sounded kind of cool. I better experiment with that.
Fasziniert von dem dabei entstehenden Geräusch experimentierte er weiter und verfeinerte diese Technik in den folgenden Jahren zunehmend, was ihn zu einem der gefragtesten New Yorker DJs seiner Zeit machte.
Auf Blockpartys trat er häufig mit Unterstützung von MCs unter dem Namen Grand Wizard Theodore and the Fantastic 5 MCs auf.
Zu hören ist Theodore unter anderem auf der Single Can I Get A Soulclap (1980, Tuff City Rec.) und im Hip-Hop-Kultfilm Wild Style, in dem er auch eine kleine Rolle spielt.
1998 nahm man ihn in die Technics DJ Hall of Fame auf und sowohl die International Turntablists Federation (ITF) als auch Back To Mecca zeichneten ihn für sein Lebenswerk aus.
In Deutschland ist im Jahre 2003 eine Doku-DVD erschienen mit dem Titel Scratch, in der ihm ebenfalls ein Bericht gewidmet ist.